# Mar de las Tinieblas
El mar tenebroso (Mare Tenebrarum o Mare Tenebrosum en latín, Bahr al-Zulumat en árabe) era el nombre medieval del océano Atlántico, que era inaccesible para los marinos de la época.

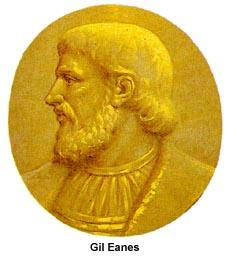
Grabado de Gil Eanes.

A finales del siglo XIII, el historiador Ibn Jaldún escribió:

"(el océano Atlántico es) un mar vasto y sin límites, en el que los navíos no se atreven a alejarse de la costa, porque aunque conocen la dirección de los vientos, no pueden saber a dónde podrían llevarlos, porque no hay un territorio habitado más allá y correrían el riesgo de perderse entre las brumas y las tinieblas".

A principios del siglo XV, es el océano que está más allá del cabo Bojador (Sáhara Occidental), conocido como «El cabo del miedo», que era el lugar más austral alcanzado por los exploradores europeos y árabes. Se pensaba que no se podía ir más lejos debido a los vientos y a las corrientes marinas.

## Más allá del cabo Bojador
En 1434 el navegante portugués Gil Eanes se atrevió a navegar hacia alta mar durante un día para luego regresar a puerto. Se trata de un hecho muy importante en la historia del descubrimiento de la ruta de las Indias por los navegantes portugueses.